# Them (album)
Them – trzeci studyjny album grupy King Diamond.
Album powstał na przełomie 1987 i 1988 roku w M.M.C. Studio w Kopenhadze pod bacznym okiem Kinga Diamonda, Andy La Rocque'a i Roberta Falcao. Podobnie jak inne płyty tej grupy, jest concept album, opowiadający mroczną historię w klimacie grozy. Ciąg dalszy opowieści przedstawionej na Them znalazł się na płycie Conspiracy. Wydawnictwo sprzedało się w nakładzie ponad 200 000 egzemplarzy.
Został wydany w roku 1988 przez wytwórnię Roadrunner Records. Promował go teledysk do utworu "Welcome Home".
Jest to również pierwszy album na którym można usłyszeć nowego gitarzystę (Pete Blakk) oraz basistę (Hal Patino).

## Fabuła
Do zamieszkałego przez kobietę oraz jej dwójkę dzieci - Kinga (który jest jednocześnie narratorem całej historii) i Missy - domu powraca babcia, która spędziła kilka lat w szpitalu dla psychicznie chorych. Już pierwszej nocy King budzi się, słysząc dziwne głosy i udaje do pokoju babci. Odkrywa tam, że pije ona herbatę i choć jest sama, w powietrzu unoszą się filiżanki i spodki. Kolejnej nocy babcia budzi Kinga i zaprasza go do siebie, opowiadając mu o historii domu Amona, w którym mieszkają. Babcia nacina rękę matki głównego bohatera i płynącą z niej krew dodaje do herbaty. Rozmowy z duchami zaczynają wpływać na umysł Kinga, który powoli traci kontakt z rzeczywistością. Prawdę o makabrycznych spotkaniach przy herbacie odkrywa Missy. Kiedy podczas szamotaniny niszczy serwis do herbaty, duchy wykorzystują swą moc i przy pomocy wiszącego na ścianie topora mordują Missy, ćwiartując jej ciało, a jego szczątki paląc w kominku. To wydarzenie sprawia, że King wyrywa się z mocy czaru. Zwabia babcię poza dom, gdzie moc duchów jest dużo słabsza i zabija ją. Duchy próbują go schwytać, jednak udaje mu się uciec. Po przybyciu na miejsce policji, King zostaje uznany za niepoczytalnego i trafia do szpitala psychiatrycznego. Gdy wraca po latach do domu, odkrywa, że zarówno babcia jak i duchy nadal tam mieszkają.

## Lista utworów
1. Out from the Asylum – 1:45
2. Welcome Home – 4:36
3. The Invisible Guests – 5:05
4. Tea – 5:15
5. Mother's Getting Weaker – 4:02
6. Bye, Bye Missy – 5:09
7. A Broken Spell – 4:08
8. The Accusation Chair – 4:21
9. "Them" – 1:57
10. Twilight Symphony – 4:09
11. Coming Home – 1:12
12. Phone Call – 1:40

### Bonus edycji z1997roku
1. The Invisible Guests (Rehearsal) – 5:19
2. Bye, Bye Missy (Rehearsal) – 4:48

- Niektóre egzemplarze winylowe omijają ostatnią ścieżkę, Phone Call.

## Twórcy
- King Diamond – śpiew
- Andy LaRocque – gitara
- Pete Blakk – gitara
- Hal Patino – gitara basowa
- Mikkey Dee – perkusja

## Pozycje na listach
| Lista         | Kraj              | Pozycja |
| ------------- | ----------------- | ------- |
| Billboard 200 | Stany Zjednoczone | 89      |